# Hydrotaea spinosa
Hydrotaea spinosa är en tvåvingeart som beskrevs av Stein 1907. Hydrotaea spinosa ingår i släktet Hydrotaea och familjen husflugor. Inga underarter finns listade i Catalogue of Life.